# Герб Эвено-Бытантайского улуса
Герб муниципального образования «Эвено-Бытантайский улус» Республики Саха (Якутия) Российской Федерации.
Герб утверждён решением улусного Собрания муниципального образования «Эвено-Бытантайский национальный улус» № 16-10 от 21 января 2005 года.
Герб внесён в Государственный геральдический регистр Российской Федерации под регистрационным номером № 1837.

## Описание герба
«В лазоревом поле золотой скачущий чубуку (горный снежный баран) с серебряными рогами над тремя серебряными пирамидами. Во главе семь серебряных дугообразно расположенных якутских алмазов (фигуры в виде поставленных на угол квадратов, каждый из которых расторгнут на шесть частей: накрест и наподобие двух сходящихся по сторонам стропил)».

## Описание символики герба
Эвено-Бытантайский национальный улус находится за полярным кругом, его территория охватывает центральную часть Верхоянского хребта. Основным традиционным занятием коренных жителей с древнейших времён являются оленеводство и охотничий промысел. Горный снежный баран (чубуку) — символ силы и красоты, стойкости к экстремальным условиям Крайнего Севера. Три пика изображают самую высокую точку Верхоянского хребта — Орулган Таас и одновременно символизируют чумы оленеводов — жилища коренных жителей.
Алмазы в особой стилизации, аналогичной их стилизации в Государственном гербе Республики Саха (Якутия), обозначают административно-территориальную принадлежность муниципального образования к Республике Саха (Якутия).
Авторы герба: идея — Горохов Константин Васильевич (г. Якутск), компьютерный дизайн: Матвеев Артур Матвеевич (г. Якутск).